# Сан-Беніньо-Канавезе
Сан-Беніньо-Канавезе (італ. San Benigno Canavese, п'єм. San Balegn) — муніципалітет в Італії, у регіоні П'ємонт,  метрополійне місто Турин.
Сан-Беніньо-Канавезе розташований на відстані близько 540 км на північний захід від Рима, 22 км на північ від Турина.
Населення — 5968 осіб (2014).
Щорічний фестиваль відбувається 14 липня. Покровитель — San Tiburzio.

## Демографія
Населення за роками:

Станом на 1 січня 2023 року в муніципалітеті офіційно проживало 348 іноземців з 31 країни, серед них 225 громадян країн Євросоюзу та 2 громадяни України.

## Уродженці
- Джованні Віола (*1926 — †2008) — відомий у минулому італійський футболіст, воротар.

## Сусідні муніципалітети
- Босконеро
- Ківассо
- Фольїццо
- Ломбардоре
- Монтанаро
- Вольп'яно